# Dorit Rubinstein Reiss

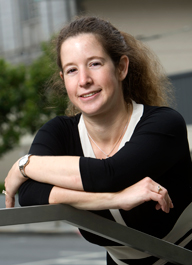
Dorit Reiss

Dorit Rubinstein Reiss (ca. 1973/74) is jurist en hoogleraar aan de UC Hastings College of Law. Zij werkte ook aan de Hebreeuwse Universiteit van Jerusalem en bij het Israëlische ministerie van Justitie. Zij publiceert regelmatig in wetenschappelijke tijdschriften, in blogs en in kranten. Haar werk is vooral gericht op accountability, gezondheidszorg, sociaal beleid en recht. Reiss is vooral bekend geworden vanwege haar werk aan juridische problemen rond vaccinatie en zij heeft opgeroepen om de juridische aansprakelijkheid te onderzoeken van ouders die ervoor kiezen om hun kinderen niet te laten vaccineren. Zij is in dat verband ook bekend voor haar steun aan California Senate Bill 277, een wet die erop gericht is dat ouders niet het recht hebben om andermans kinderen aan ziekterisico's bloot te stellen. Zij heeft haar visie in talloze publicaties verwoord.

## Carrière
Dorit Reiss studeerde eerst aan de juridische faculteit van de Hebreeuwse Universiteit in Jerusalem en promoveerde aan de Universiteit van Californië, Berkeley. Haar proefschrift handelde over de "accountability" van de sectoren telecommunicatie en elektriciteit in Engeland, Frankrijk en Zweden. Haar latere onderzoek concentreerde zich ook op accountability, maar was in dit geval gericht op agentschappen op staats-, nationaal en internationaal niveau in de Verenigde Staten en Europa.

## Eerste activisme pro-vaccinatie
Reiss' focus op immunisatie begon in 2010, na de geboorte van haar zoon. Er deden toen verhalen de ronde over een kinkhoestepidemie, waarop Reiss advies van haar arts zocht met de vraag hoe haar kind tegen deze ziekte te beschermen. Omdat haar zoontje nog te jong was voor een inenting, adviseerde de arts haar om zichzelf te laten vaccineren, aangezien dat de enige manier is om heel jonge kinderen te beschermen tegen dit soort ziekten.
In dezelfde periode ging Reiss blogs lezen over ouderschap. In een van deze blogs las Reiss een artikel over de epidemiologie van mazelen en de mythes rond het BMR-vaccin. Reiss ontdekte dat een van de lezers van het artikel een commentaar op de blog had neergezet met een anti-vaccinatie invalshoek. Het feit dat iemand tégen vaccinatie kon zijn verbaasde Reiss, omdat zij bekend was met de geschiedenis van besmettelijke ziekten en omdat zij wist hoeveel mensen dodelijk ziek zijn geworden door ziektes die tegenwoordig te voorkomen zijn via vaccinatie.
Daarna begon zij meer te lezen van mensen die tegenstander zijn van vaccinatie. Zij werd overtuigd van de wetenschappelijke argumenten van deskundigen pro vaccinatie.

## Juridisch werk pro-vaccinatie
Reiss heeft de gevaren van het besluit van ouders om hun kinderen niet te vaccineren benaderd vanuit haar professionele achtergrond. Haar wetenschappelijk werk was gericht op de juridische aspecten rond vaccinatie, inclusief de in de VS bestaande controverses. In de VS bestaan wettelijke uitzonderingen, op grond waarvan mensen niet verplicht zijn hun kinderen in te enten. (Overigens bestaan dit soort controverses in Nederland ook. In Nederland is vaccinatie niet verplicht, en mensen met bepaalde levensvisie - zoals antroposofen of bepaalde streng gereformeerde mensen uit de Bijbelgordel - weigeren hun kinderen in te laten enten.)
Een van de belangrijkste argumenten van Reiss is, dat mensen die hun kinderen niet laten vaccineren aansprakelijk zijn als hun kind een andere persoon besmet met een ziekte, wat voorkomen had kunnen worden via vaccinatie.
Reiss werkte haar idee uit in het artikel Compensating the Victims of Failure to Vaccinate: What are the options?, waarin zij een zeer ernstig geval bespreekt van een niet gevaccineerd 11-jarig kind, dat in Duitsland geopereerd moest worden en daarbij zes andere patiënten besmette met mazelen. Dit leidde uiteindelijk tot het overlijden van twee kleine kinderen die te jong waren om gevaccineerd te zijn. Reiss is van mening dat de ouders van deze kinderen recht hebben op compensatie op grond van nalatigheid.
- International Standard Name Identifier: 0000 0003 8920 2292
- Nederlandse Thesaurus van Auteursnamen: 331782170
- ORCID: 0000-0003-0360-2827
- Virtual International Authority File: 282505900
- WorldCat: E39PBJymFMf4WPy4VxVR8tFdwC